# Hetaireia
Hetaireia (en griego: ἑταιρεία, en latín: hetaeria, transliteración: hetaireia) consistía en un cuerpo de guardaespaldas del Imperio bizantino. Su nombre significa «la compañía», que recuerda a la antigua compañía de caballería macedonia (hetairoi).

La hetaireia imperial estaba compuesta principalmente por extranjeros y formaba parte de la guardia imperial bizantina junto con los tagmas durante los siglos IX y XII. El término también designa a los cuerpos más pequeños de guardaespaldas de los generales provinciales (strategoi, strategos), los cuales estaban comandados por un conde (en griego: κόμης τῆς ἑταιρείας; transl.: komēs tēs hetaireias). A partir del siglo XIII la hetaireia generalmente designaba a los séquitos de los magnates, obligados por el juramento solemne a sus amos.

## Historia

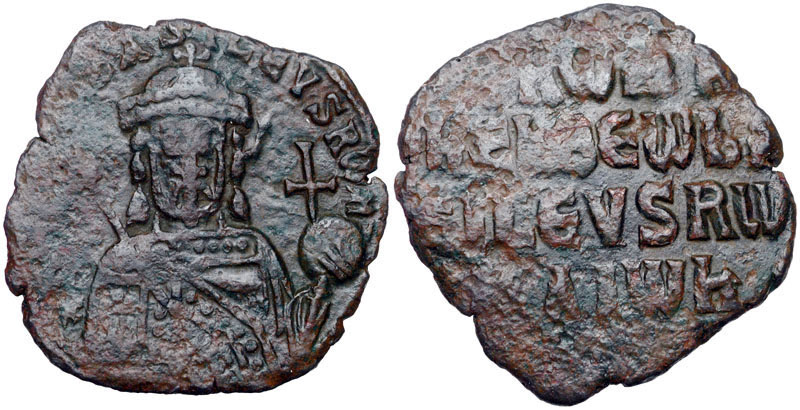
Follis del gran hetairiarca y posterior emperador Romano I Lecapeno (r. 920-944)

El origen, las funciones y la estructura de la hetaireia imperial no están muy claros. El término se menciona por primera vez a principios del siglo IX: las fuentes narrativas registran su existencia en 813 como un cuerpo de guardaespaldas del emperador bizantino en campaña. John B. Bury teorizó que sería la evolución de los antiguos foederati, pero esta suposición fue rechazada por John Haldon. La hetaireia del período bizantino medio se dividía en varias unidades: tres o cuatro según las fuentes, que se distinguían por sus epítetos y cada uno de ellos, al menos originalmente, se hallaba subordinada a su respectivo hetairiarca (en griego: ἑταιρειάρχης; transl.: hetaireiarchēs).
La unidad principal era la gran hetaireia (en griego: μεγάλη ἑταιρεία; transl.: megalē hetaireia) comandada por un gran heteriarca (megas hetaireiarchēs), el rango más alto entre los oficiales conocidos como estratarcas (stratarchai; término que se puede traducir como mariscal de campo). A menudo se hace referencia a este personaje como «el heiteriarca» (ὁ ἑταιρειάρχης). Fue un puesto de gran importancia a finales del siglo ix y en la primera mitad del siglo X, pues tenía a su cargo la seguridad del emperador y le eran confiadas misiones delicadas. Antes de ser emperador, Romano I Lecapeno (r. 920-944) fue gran hetairiarca, puesto que luego recayó en su hijo Cristóbal Lecapeno.  En la obra De Ceremoniis de mediados del siglo X, escrita por el emperador Constantino VII (r. 913-959), el gran hetairiarca y su unidad son descritos como responsables de la protección de la tienda del emperador en campaña y de la seguridad del palacio imperial, junto con el papías de palacio.

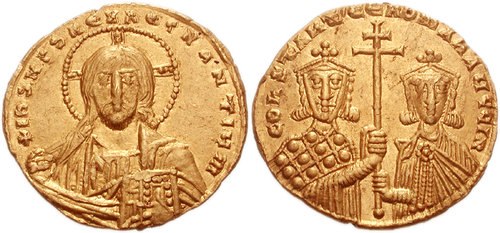
Sólido de Constantino VII Porfirogéneta (r. 913-959) y Romano II (r. 959-963)

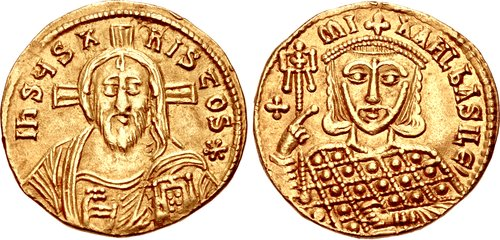
Sólido de Miguel III (r. 842-867)

La hetaireia media (en griego: μέση ἑταιρεία) se menciona en las fuentes y la posible existencia de una hetaireia inferior (μικρὰ ἑταιρεία; mikra hetaireia) es sugerida por la referencia a Stylianos Zautzes como micro hetaireia (mikros hikros) durante el reinado de Miguel III (r. 842-867). Otra hipótesis es que la unidad de micro hetaireia era idéntica al regimiento hetaireia de bárbaros compuesto por dos portadores de jázaros (Χαζάροι; Chazaroi) y Farganos (Φαργάνοι; Pharganoi), mencionado como la «Tercera hetaireia» (en griego: τρίτη ἑταιρεία; tritē hetaireia) en el Escorial Taktikon de c.  975. El historiador Warren Treadgold estimaciones que la hetaireia imperial tendría unos 1200 hombres al inicio del siglo x.
La mayor parte de la hetaireia estaba compuesta por extranjeros (etnikoi): los relatos contemporáneos mencionan a jázaros, farganos, turcos, magiares, francos y árabes. El significado del término Farganos ha sido debatido: puede denotar su origen en el área de Ferganá en Asia Central o puede ser una ortografía errónea de Farangos (Pharangoi; varegos). A pesar de esto, los cargos honoríficos en la hetaireia fueron nombramientos prestigiosos, vinculados a un estipendio anual (roga), que podrían comprar los oficiales de griegos bizantinos. Un puesto en la «Gran Heteria» costaba al menos 16 litros (litrai) de oro, mientras un puesto en la «Heteria Media» al menos diez y en cada una de las empresas de jázaros o farganos al menos siete.
A lo largo del siglo X, hubo una tendencia gradual a mezclar varias unidades para un solo mando, lo que se evidencia en el hecho de que la «Heteria Media» se colocó bajo el mando del gran heteriarca. A partir de entonces, la importancia de la hetaireia como cuerpo de guardaespaldas declinó, pero la unidad fue una de las pocas que sobrevivieron en el ejército de Comneno, siendo su existencia atestiguada hasta el reinado de Manuel I Comneno (r. 1143-1180 ). Sin embargo, se modificó su composición: a finales del siglo XI, Nicéforo Brienio informa que la hetaireia estaba «habitualmente» compuesta por miembros de familias nobles prominentes.
La posición de [gran] heteriarca también sobrevivió, desconectada de sus deberes militares y siguió siendo importante. Fue ocupado por varios eunucos palaciegos influyentes en el siglo XI y por nobles de segundo nivel y familiares jóvenes de la familia imperial bizantina, como Jorge Paleólogo, durante la época de Comnenos. En el período de los paleólogos, fue ocupado por miembros de prominentes familias nobles.